# Morgion
Morgion war eine Gothic-Metal- und Death-Doom-Band aus Orange County, welche 1990 gegründet wurde.

## Geschichte

### Besetzung
Morgion wurde von den Gitarristen Dwayne Boardman und Mike Davis, dem Sänger und Bassisten Jeremy Peto sowie dem Schlagzeuger Rhett Davis gegründet. Neben unterschiedlichen Besetzungswechseln, die häufig nur von kurzer Dauer waren, wurde Morgion, bis zu ihrer letzten Trennung im Jahr 2013, mehrmals aufgelöst und reformiert. Nach Auflösungen in den Jahren 1999, 2004 und 2008 reformierte sich Morgion 2002, 2008 und 2011 bis zur letzten Auflösung 2013. Die Auflösung im Jahr 1999 entstand aus Uneinigkeit hinsichtlich einer Tournee und der zukünftigen musikalischen Ausrichtung der Gruppe. Im Jahr 2004 stellten Morgion erneut ihre Tätigkeit ein, indes gründeten Boardman, Griffith und Justin Christian, der Peto von 2002 bis 2004 bei Morgion als Bassist ersetzt hatte, die Gruppe DustFlow, welche jedoch nie mit offiziellen Veröffentlichungen in Erscheinung trat. Die knappe Reunion im Jahr 2008 diente derweil vereinzelten Konzerte, welche von Morgion zur Promotion einer von Relapse herausgegebenen Kompilation. Trotz der häufigen Wechsel von zusätzlichen Keyboardern und Gitarristen gelten Boardman, Peto, Davis und der Keyboarder Gary Griffith als gefestigte Bandkonstellation. Nachdem Griffith 1995 als Keyboarder zur Band stieß, übernahm er Schrittweise Anteile des Gesangs, sowie als Gitarrist. Nach Petos vorübergehendem Ausstieg im Jahr 2001 teilten sich Griffith und Boardman den Gesang. Während Griffith den gutturalen Gesang übernahm, steuerte Boardman, wie bereits zuvor kontrastierenden cleanen Gesang bei. Mit der Reunion der Band im Jahr 2011 kehrte Peto als Bassist und Hauptsänger zurück.

### Karriere
Nachdem sich die Gruppe 1990 formiert hatte und in den folgenden Jahren zwei Demobänder veröffentlicht hatte, erschien 1993 mit Travesty eine erste offizielle Single der Band. Darauf folgte eine Phase von vier Jahren ohne weitere Veröffentlichungen. Im Jahr 1997 erschien das Debütalbum Among Majestic Ruin über Relapse Records, welches sich bereits mit Veröffentlichungen von Amorphis und Disembowelment Anfang der 1990er Jahre, für populäre Erscheinungen des Death Doom verantwortlich zeichnete. Das Album wurde überwiegend positiv aufgenommen. Zwei Jahre später folgten Solinari und die EP Oceans Without Shores, als letzte Veröffentlichung vor der ersten Auflösung der Gruppe. Insbesondere das Album gilt als Klassiker zwischen Gothic Metal und Death Doom, konnte trotz lobender Rezensionen aber nicht den kommerziellen Erfolg vergleichbarer Gruppen erzielen. Die folgenden Jahre waren von Trennungen und Besetzungswechseln geprägt. Nach ihrer Reunion im Jahr 2002 erschienen vorerst mehrere Demobänder bis im Jahr 2004 das Album
Cloaked by Ages, Crowned in Earth über Dark Symphonies erschien. Das Album wurde erneut positiv aufgenommen, derweil der Wechsel des Sängers bei einigen Rezensenten dennoch in der Kritik stand. Nach einer neuerlichen Auflösung erschienen keine neuen Veröffentlichungen der Band. Zur Veröffentlichung der beide über Relapse erschienene Alben als The Relapse Collection wurde die Band zwar kurzfristig reaktiviert, limitierte sich jedoch auf vereinzelte Auftritte. Die zweite Reunion wurde von der Veröffentlichung der Kompilation God of Death & Disease, welche überwiegend Demoaufnahmen zusammenfasste begleitet.

## Stil
Der gespielte Stil von Morgion wird meist dem Death Doom oder Gothic Metal zugerechnet. Als Vergleichsgrößen werden Gothic-Metal-Gruppen wie Anathema, My Dying Bride und Paradise Lost herangezogen, sowie populäre Vertreter des Death-Dooms, wie Saturnus oder Autopsy.
Die Musik wird als „sehr düster, beinahe depressiv“ umschrieben. Langsame und besonders riffbetonte instrumentale Passagen würden den Klang, unterbrochen von Keyboardintermezzi dominieren. Der Gesang der beiden ersten Alben wird vornehmlich als, dem Death Metal entlehntes, Growling wahrgenommen, von welchem sich der Klargesang Boardmans als Bariton abhebt. Mitunter werden für den Klargesang Parallelen zu Brendan Perry von Dead Can Dance gezogen. Auf dem dritten Studioalbum wurde der Anteil des Growlings hingegen reduziert. Die Instrumente gelten als „aufeinander abgestimmt“. Das Gitarrenspiel wird als besonders langsam und gigantisch herausgestellt. Das Bassspiel wird als treibend und das Schlagzeugspiel als wuchtig bezeichnet. Dem „sehr effizient eingesetzt[en]“ Keyboard wird derweil „eine große Rolle“ im Gesamtklang zugesprochen.

## Diskografie
- 1991: Rabid Decay (Demo, Wild Rags Records)
- 1992: Live Studio Rehersal Demo (Demo, Selbstverlag)
- 1993: Travesty (Single, Catatonic)
- 1997: Among Majestic Ruin (Album, Relapse Records)
- 1999: Solinari (Album, Relapse Records)
- 1999: Oceans Without Shores (EP, Relapse Records)
- 2002: 2002 Demo (Demo, Selbstverlag)
- 2002: A Slow Succumbing / Ebb Tide (Demo, Selbstverlag)
- 2003: Dark Symphonies Demo (Demo, Selbstverlag)
- 2003: Doomination Tour Bootleg (Demo, Selbstverlag)
- 2004: Cloaked by Ages, Crowned in Earth (Album, Dark Symphonies)
- 2008: Morgion (Kompilation, Relapse Records)
- 2012: God of Death & Disease (Kompilation, Dark Descent Records)